# 格伦·雷布卡
小格伦·安德森·雷布卡（英語：Glen Anderson Rebka, Jr.，1931年9月19日—2015年1月13日），美国物理学家

## 生平
1960年，罗伯特·庞德和他的助手格伦·雷布卡开展了一项实验（即庞德–雷布卡实验），利用穆斯堡尔效应测量伽玛射线源发出的辐射在地球引力场中的引力红移。利用哈佛大学22.6米高的杰斐逊塔完成了这项实验，它也是雷布卡论文的一部分工作，庞德担任论文指导。
1965年，庞德和雷布卡获得了英国皇家天文学会的爱丁顿奖章。